# سوزانا گرانت
سوزانا گرانت (انگلیسی: Susannah Grant؛ زادهٔ ۴ ژانویهٔ ۱۹۶۳) یک فیلم‌نامه‌نویس، و کارگردان اهل ایالات متحده آمریکا است.